# ژانگ یو (بازیکن بسکتبال)
ژانگ یو (انگلیسی: Zhang Yu؛ زادهٔ ۱۲ فوریهٔ ۱۹۸۶) بازیکن بسکتبال زن اهل چین است.
وی در مسابقات کشوری و بین‌المللی در مجموع برندهٔ ۱ مدال طلا شده‌است.